# Csatka
Csatka ist eine ungarische Gemeinde im Kreis Kisbér im Komitat Komárom-Esztergom. Zur Gemeinde gehört der südwestlich gelegene Ortsteil Koromla. Östlich des Ortes liegt die Pilgerstätte Szentkút.

## Geografische Lage
Csatka liegt 39 Kilometer südwestlich des Komitatssitzes Tatabánya und 14 Kilometer südwestlich der Kreisstadt Kisbér. Nachbargemeinden sind Ácsteszér, Súr, Bakonyoszlop und Réde.

## Geschichte
Im Jahr 1913 gab es in der damaligen Kleingemeinde 106 Häuser und 730 Einwohner auf einer Fläche von 3087 Katastraljochen. Sie gehörte zu dieser Zeit zum Bezirk Zircz im Komitat Veszprém. Die Bewohner lebten hauptsächlich von der Landwirtschaft.

## Sehenswürdigkeiten
- Kalvarienberg
- Nepomuki-Szent-János-Statue
- Römisch-katholische Kirche Sarlós Boldogasszony, ursprünglich im 14. Jahrhundert erbaut und von 1779 bis 1801 im barocken Stil umgebaut
- Römisch-katholische Kapelle Kisboldogasszony (in Szentkút), 1862 erbaut, daneben befindet sich eine weitere  Kapelle aus dem Jahr 2004
- Weltkriegsdenkmal

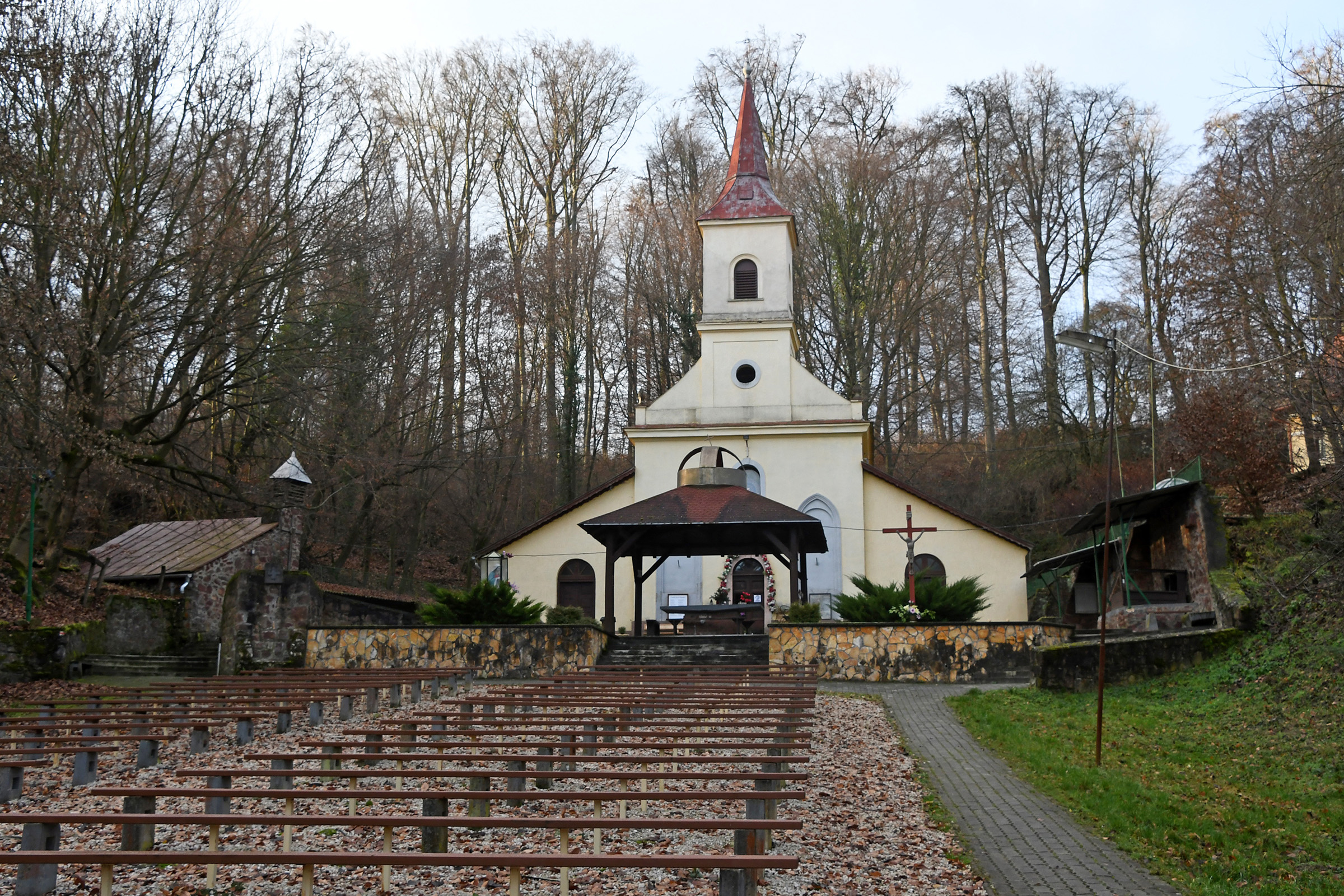
Pilgerstätte in Szentkút mit Kapelle Kisboldogasszony
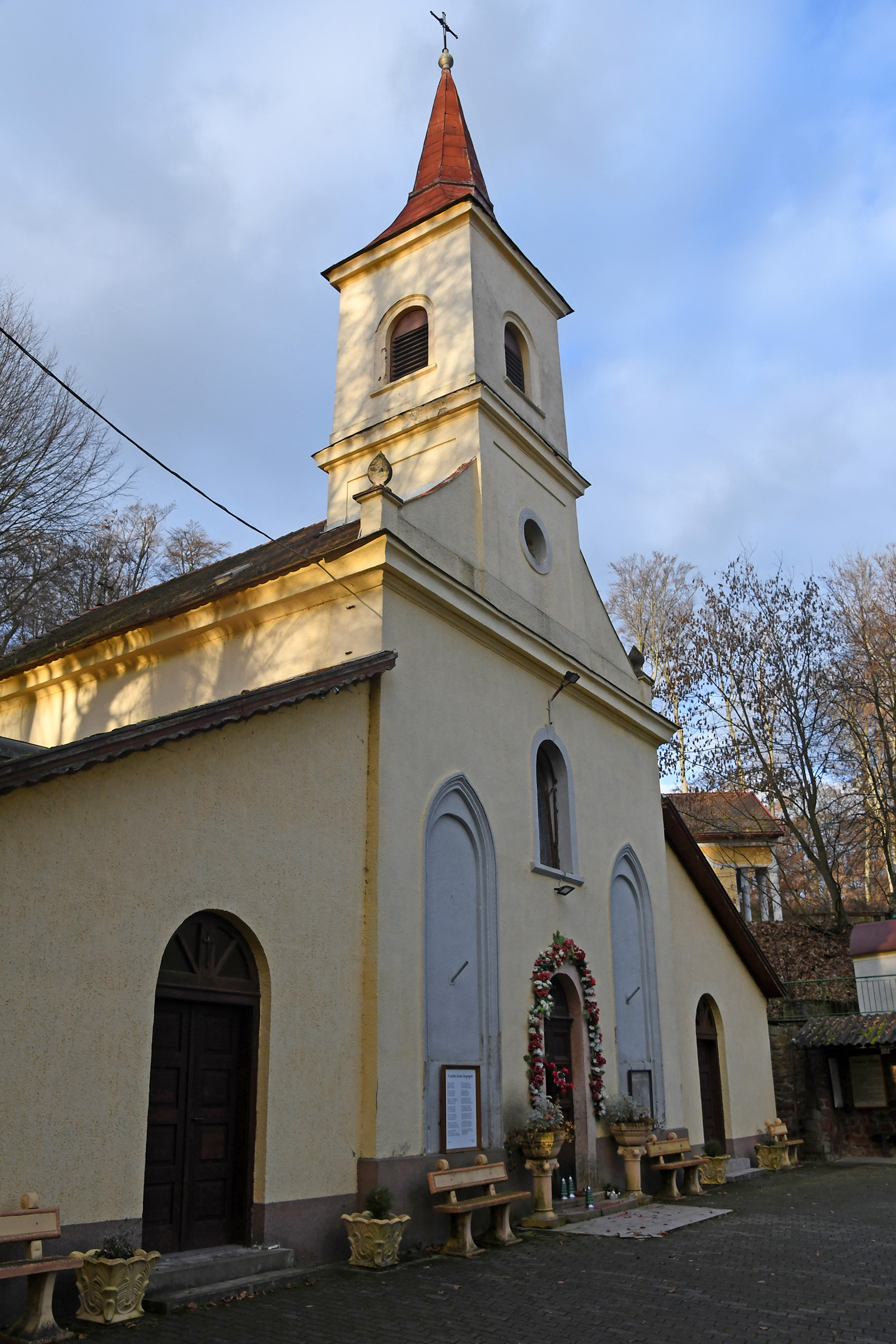
Römisch-katholische Kapelle Kisboldogasszony
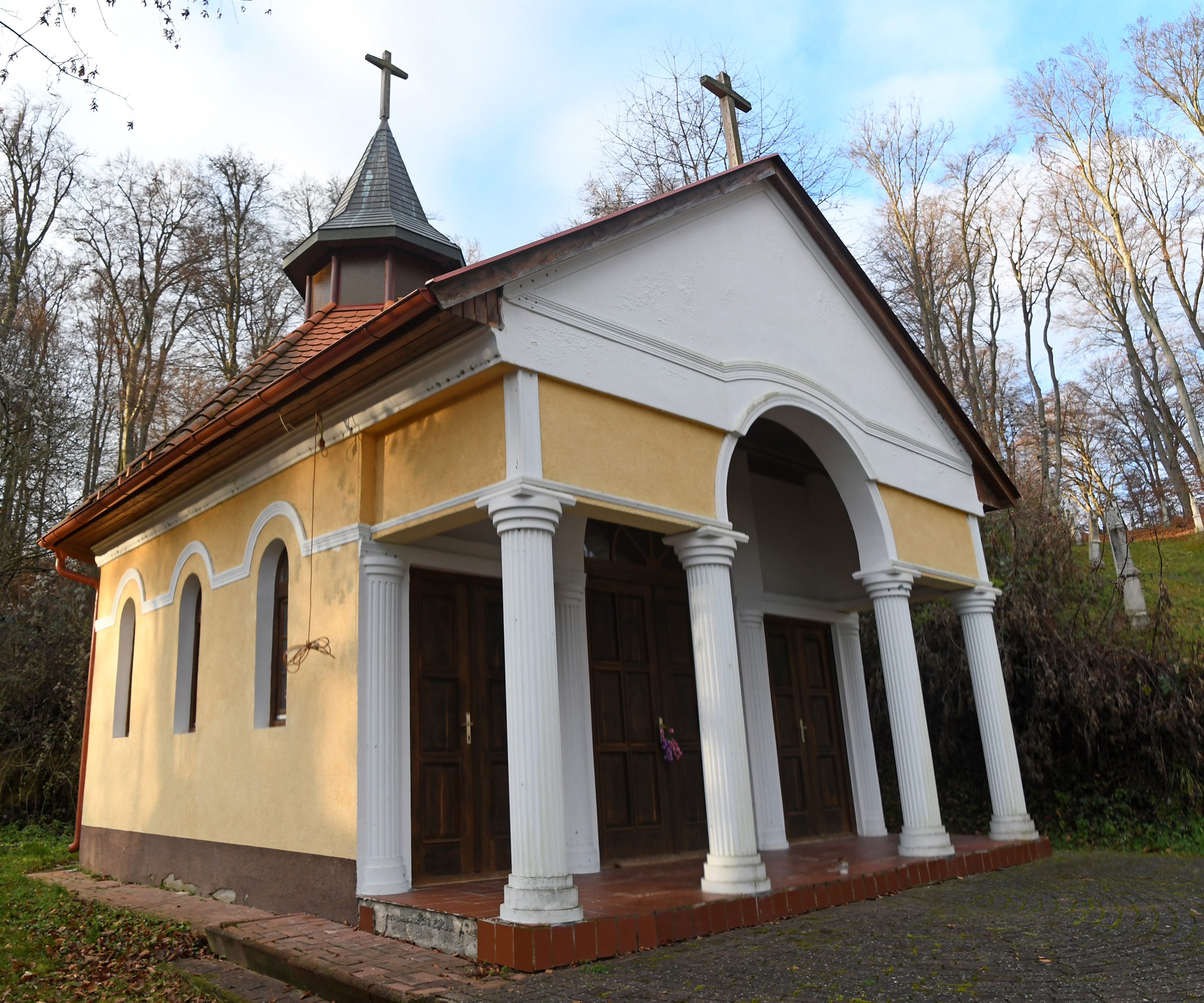
Kleine Kapelle in Szentkút
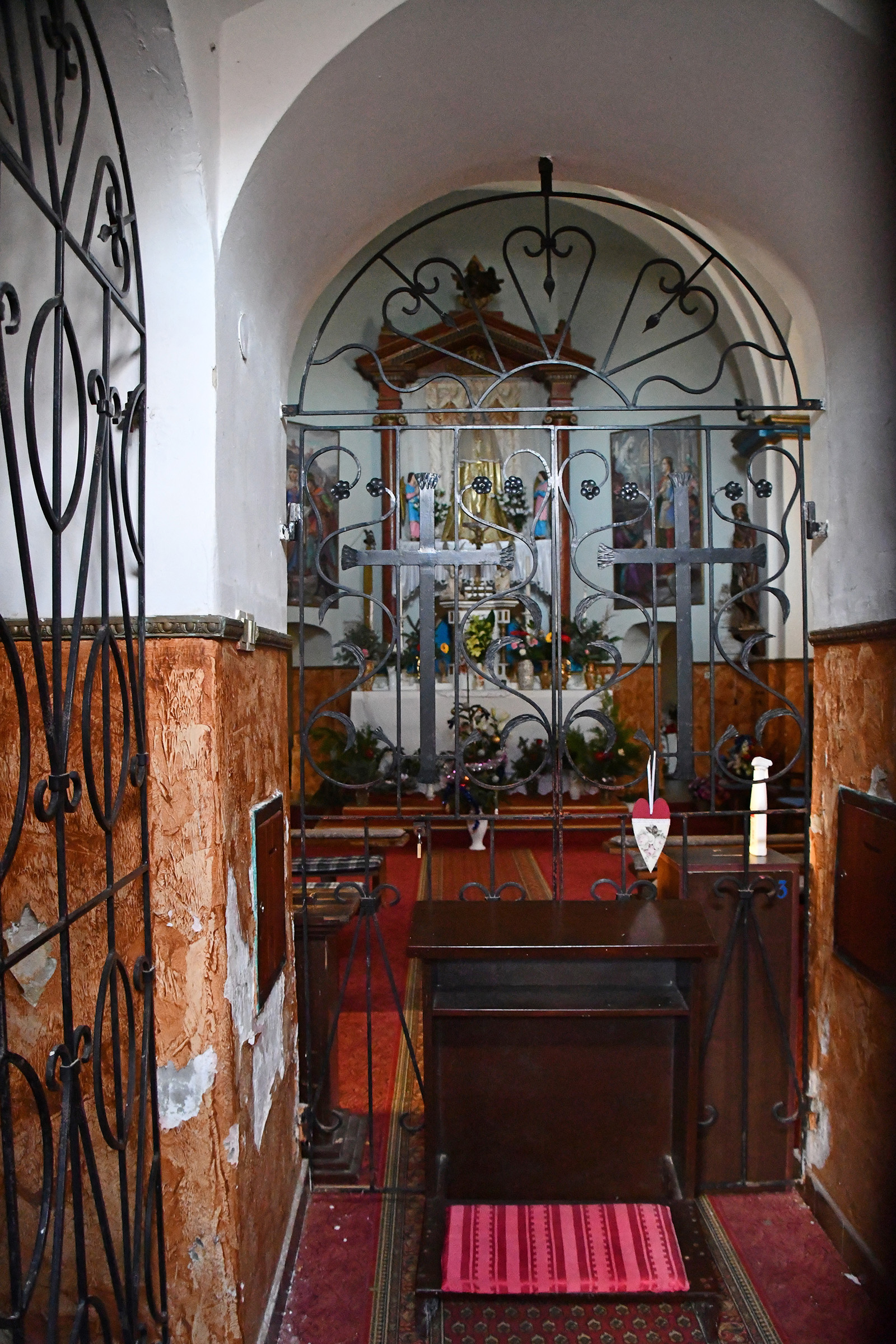
Blick in die Kapelle
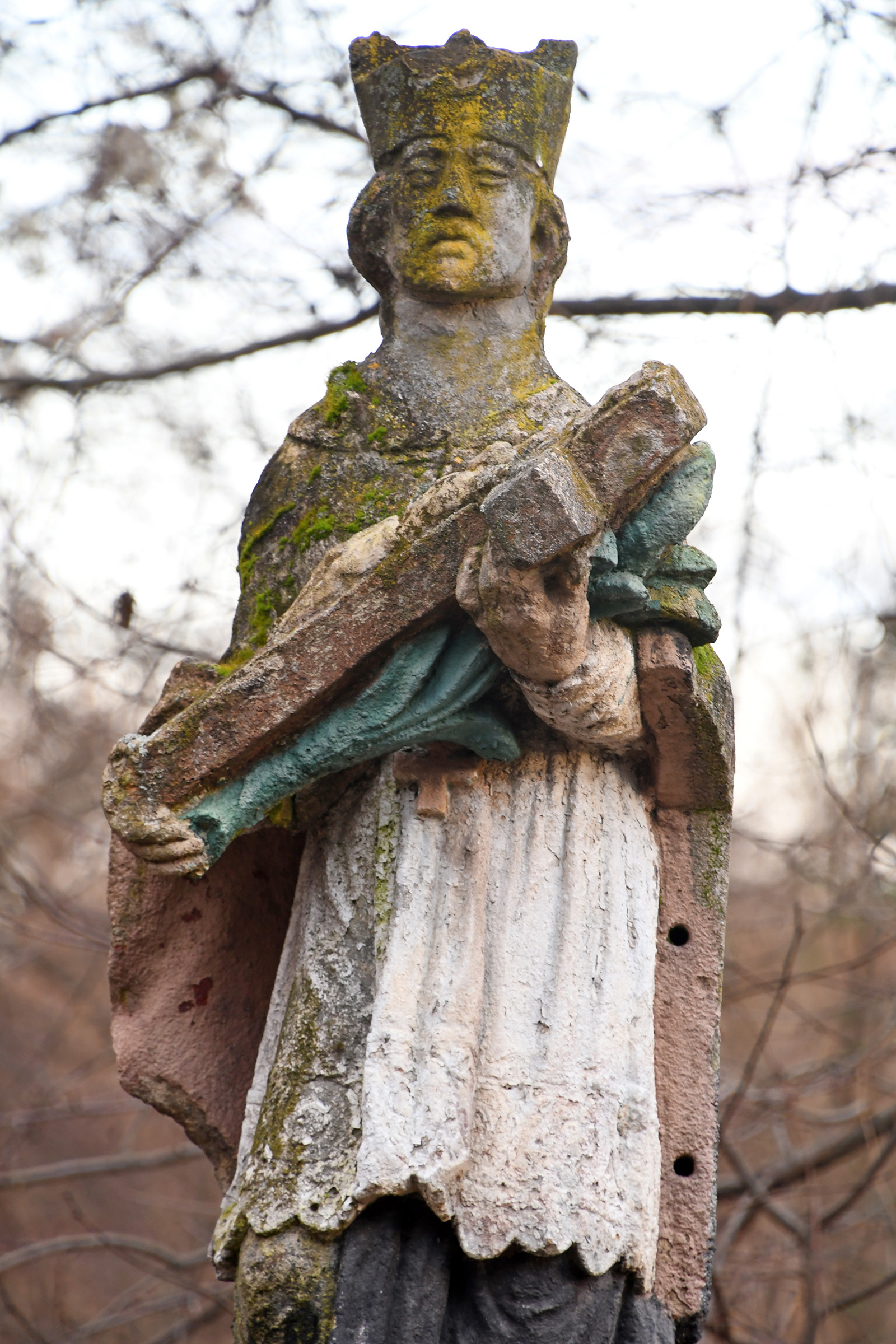
Nepomuki-Szent-János-Statue

## Verkehr
Durch Csatka verläuft die Nebenstraße Nr. 82117. Es bestehen Busverbindungen über Ácsteszér und Bakonyszombathely nach Kisbér, wo sich der nächstgelegene Bahnhof befindet.